# Flota Occidental (Reino Unido)
La Flota Occidental (en inglés, Western Fleet) fue una flota de la Royal Navy desde junio de 1967 hasta 1971, subordinada al Departamento de la Armada del Ministerio de Defensa británico.

## Historia
El 5 de junio de 1967, la Home Fleet y la Flota del Mediterráneo se fusionaron para formar la Flota Occidental. La flota creada era ahora responsable de las aguas nacionales del Reino Unido, el Atlántico norte y sur y el Mediterráneo, (literalmente todas las operaciones de la Royal Navy "al oeste de Suez"). Uno de los subordinados del Comandante de la flota era el oficial de bandera de Flotillas de la Flota Occidental, cargo que ocupó el Vice-Admiral Andrew Lewis en 1968-1969.
Algunos detalles de los escuadrones de la Flota Occidental de 1967 a 1971 se pueden ver en el trabajo de Graham Watson, historiador de la Royal Navy.
En julio de 1969, catorce barcos de la Flota Occidental participaron en una presentación de Fleet Review y Queen's Color a bordo del HMS Eagle en Torbay.
El cuartel general de la Flota Occidental estaba en el acuartelamiento de Northwood en Middlesex. El puesto de Comandante en Jefe de la Flota Occidental (abreviado CINC WF) vino con la responsabilidad adicional de la OTAN como Comandante en Jefe del Canal de Mando Aliado. El primer Comandante en Jefe Aliado del Canal fue el Admiral Arthur Power, quien también fue Comandante en Jefe en Portsmouth, designado en febrero de 1952. En 1966 se acordó que el Comandante en Jefe de la Flota Occidental, debería dirigir los Comandos del Canal de la OTAN y del Atlántico Oriental. Como consecuencia, estas funciones se combinaron en su sede en Northwood.
La existencia de la flota fue bastante breve en comparación con otras flotas de la Royal Navy. Con la llegada del Partido Conservador tras las elecciones 1970 se produjeron cambios en la estructura de la Armada británica. Como resultado, la Flota Occidental se fusionó con la Flota de Extremo Oriente en noviembre de 1971, y el almirante que comandaba todas las fuerzas globales de la Royal Navy en Northwood recibió el título de Comandante en Jefe de la Flota (acrónimo CINCFLEET).

## Comandante en Jefe de la Flota Occidental
Titulares del cargo incluidos:
|                                           | Empleo  | Bandera | Nombre                | Mandato                                |
| ----------------------------------------- | ------- | ------- | --------------------- | -------------------------------------- |
| Comandante en Jefe de la Flota Occidental |         |         |                       |                                        |
| 1                                         | Admiral |         | Sir John Bush         | Octubre de 1967 – Febrero de 1970      |
| 2                                         | Admiral |         | Sir William O’Brien   | Febrero de 1970 – Septiembre de 1971   |
| 3                                         | Admiral |         | Sir Edward B. Ashmore | Septiembre de 1971 – Noviembre de 1971 |

El último Comandante de la Flota Occidental, el Admiral Edward Ashmore, sería el primer Commander-in-Chief Fleet (CINCFLEET).  Este último cargo sería el responsable de las operaciones de los barcos, submarinos y aviones de la Royal Navy desde 1971 hasta abril de 2012. El puesto estaba subordinado al Primer Lord del Mar. En sus últimos años, a medida que la Armada británica se reducía, se agregaron más responsabilidades administrativas. En abril de 2012, el cargo fue abolido, su rango fue degradado de Admiral a Vice-Admiral y renombrado como Comandante en Jefe de la Flota y Subjefe del Estado Mayor Naval.

### Jefe de Personal de la Flota Occidental
Titulares del cargo incluidos:
|                                         | Empleo       | Bandera | Nombre             | Mandato                               |
| --------------------------------------- | ------------ | ------- | ------------------ | ------------------------------------- |
| Jefe de Personal de la Flota Occidental |              |         |                    |                                       |
| 1                                       | Rear Admiral |         | Edmund N. Poland   | Octubre de 1967 – Diciembre de 1967   |
| 2                                       | Rear Admiral |         | Peter W.B. Ashmore | Diciembre de 1967 – Diciembre de 1969 |
| 3                                       | Rear Admiral |         | Ian W. Jamieson    | Diciembre de 1969 – Octubre de 1971   |
| 4                                       | Vice-Admiral |         | John Ernle Pope    | Octubre de 1971 – Noviembre de 1971   |